# Bus (Pas-de-Calais)
Bus ist eine französische Gemeinde im Département Pas-de-Calais in der Region Hauts-de-France. Sie gehört zum Kanton Bapaume im Arrondissement Arras.

## Lage
Die Gemeinde Bus liegt an der Grenze zum Département Somme, 20 Kilometer südwestlich von Cambrai. Durch das Gemeindegebiet führt die Autoroute A2. Bus grenzt im Norden an Bertincourt, im Nordosten an Ytres, im Südosten an Léchelle, im Südwesten an Mesnil-en-Arrouaise und im Westen an Barastre.  

## Bevölkerungsentwicklung
| Jahr                       | 1962 | 1968 | 1975 | 1982 | 1990 | 1999 | 2006 | 2014 | 2022 |
| -------------------------- | ---- | ---- | ---- | ---- | ---- | ---- | ---- | ---- | ---- |
| Einwohner                  | 138  | 118  | 103  | 96   | 90   | 105  | 108  | 133  | 134  |
| Quellen: Cassini und INSEE |      |      |      |      |      |      |      |      |      |

## Sehenswürdigkeiten
- Kirche Notre-Dame

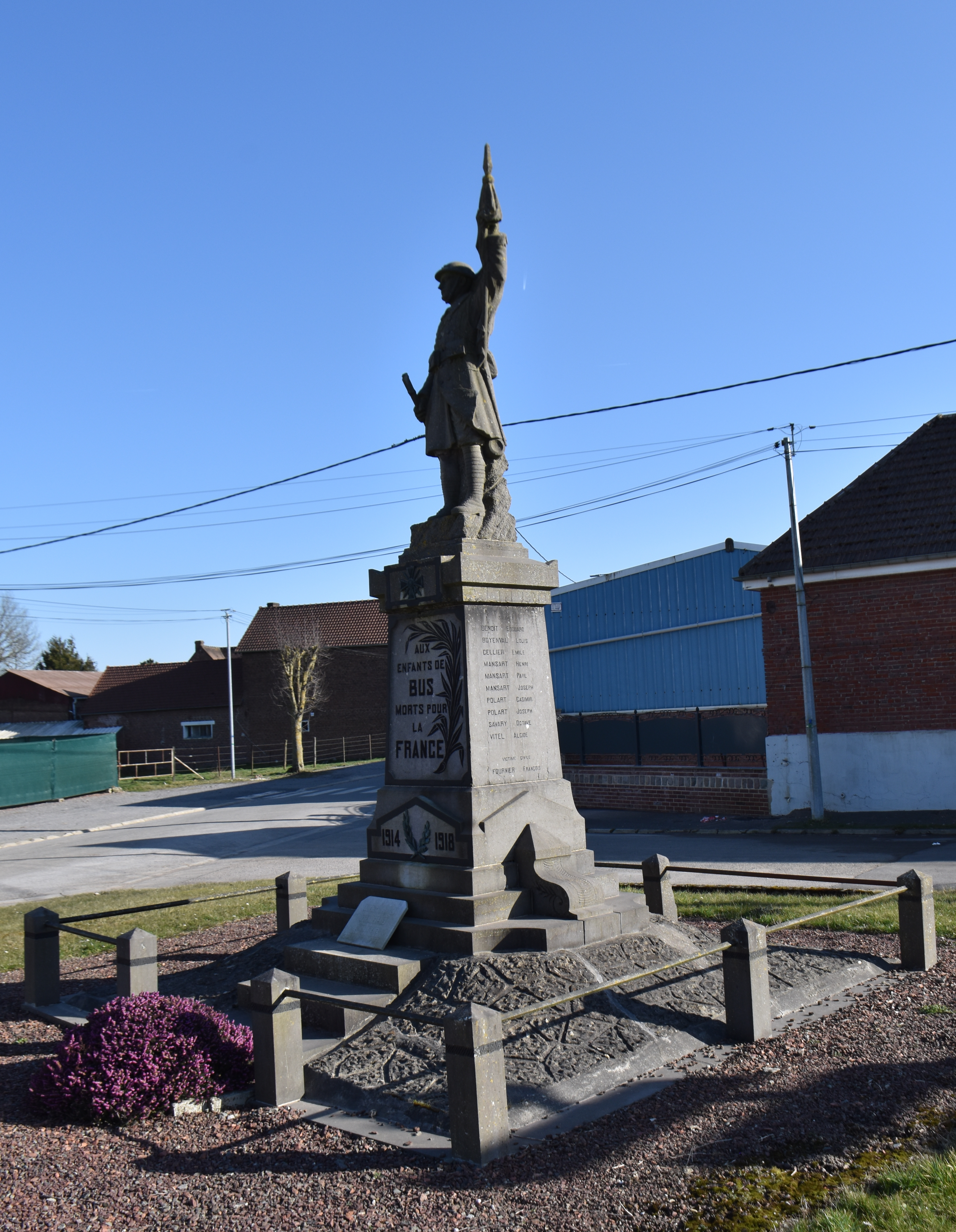
Gefallenendenkmal